# Höflingen
Höflingen ist eine abgegangene Siedlung auf dem Gemeindegebiet von Rheinfelden im Schweizer Kanton Aargau. Das kleine Dorf zählte rund 80 bis 100 Einwohner und lag knapp einen Kilometer südlich der Altstadt, oberhalb des Magdenerbachs auf der Terrasse des Kapuzinerbergs.
Höflingen ist um einiges älter als das im 12. Jahrhundert entstandene Rheinfelden und geht auf eine Gründung der Alemannen im frühen Mittelalter zurück. Die erste urkundliche Erwähnung erfolgte im Jahr 1272, als Hartmann und Heinrich von Kienberg einen aus acht Schupposen bestehenden Hof an einen Rheinfelder Bürger verkaufte. Zwing und Bann gelangten in mehreren Schritten an die Johanniterkommende Rheinfelden und wurden 1539 schliesslich für 700 Gulden an die Stadt verkauft. Die Höflinger waren rechtlich schlechter gestellt als die Stadtbewohner, die Aufnahme ins städtische Bürgerrecht geschah äusserst selten.
Während des Waldshuterkriegs von 1468 wurde Höflingen von den Eidgenossen niedergebrannt und danach wieder aufgebaut. Zwischen dem 27. März und dem 19. August 1634, während des Dreissigjährigen Krieges, belagerten schwedische Truppen Rheinfelden. Dabei plünderten sie die gesamte Umgebung der Stadt. In Höflingen richteten sie derart grosse Schäden an, dass die Einwohner das zerstörte Dorf verliessen und sich überwiegend in Magden ansiedelten, wo sie kirchengenössig waren. Beim Bau des Villenviertels auf dem Kapuzinerberg im späten 19. Jahrhundert wurden Ruinen und Gegenstände freigelegt, ebenso in den 1960er Jahren beim Bau der Autobahn A3.